# Ricardo César Dantas da Silva
Ricardo César Dantas da Silva, mais conhecido como Ricardo Silva, ou Potiguar (São José do Seridó, 13 de agosto de 1992), é um futebolista brasileiro que atua como zagueiro. Atualmente, joga pelo América Mineiro.

## Carreira
Revelado pelo América de Natal, passou por Mogi Mirim antes de ser contratado pelo Ceará.

### Atlético Paranaense
Em 7 de janeiro de 2014, o Atlético Paranaense anunciou a contratação por empréstimo de Ricardo Silva.
No dia 9 de dezembro de 2014, Ricardo Silva teve seus direitos federativos comprados pelo Furacão por em torno de 500 mil reais.

## Títulos
Ceará
- Campeonato Cearense: 2012 e 2013

Atlético Goianiense
- Campeonato Brasileiro - Série B: 2016

### Prêmios individuais
- Troféu Guará para o Melhor Zagueiro do ano: 2019